# 凱冰原島峰
68°41′S 64°40′W / 68.683°S 64.667°W
凱冰原島峰是南極洲的冰原島峰，位於葛拉漢地的鮑曼海岸，海拔高度500米，在1928年12月20日由澳大利亞探險家拍攝空中照片，現時由南極條約體系管理。